# Langhals (Adelsgeschlecht)

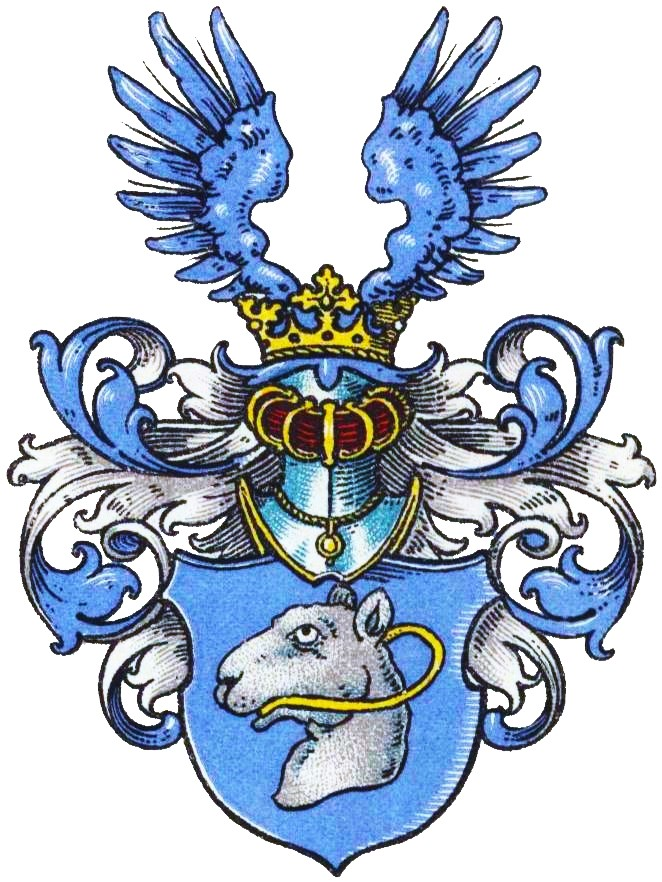
Wappen der Lankhals im Wappenbuch des Westfälischen Adels

Langhals (auch Lanckhals, Lankhals, Lanchals o. ä.) ist der Name eines erloschenen westfälisch-niedersächsischen Uradelsgeschlechts.
Das Geschlecht ist zu unterscheiden von den wappenverschiedenen Langhals genannt der Krause (Langhals genannt de Cruze).

## Geschichte
Das Geschlecht kommt als ritterbürtige Familie in den Münsterischen Landesvereinigungen von 1399 und 1446 vor. Die Familie stellte Burgmänner zu Burg Landegge und zu Haselünne, wo sie einen Burgmannshof hatte.
Johann Langhals war 1315 Konsul zu Hamm und fundierte 1319 mit 50 Mark die Stelle eines Kaplans am Johannisaltar im Kloster Welver.
1325 treten die Landegger Burgmänner Knappe Nikolaus genannt Langhals und sein gleichnamiger Sohn (Nycolaus dictus Lanchals et filius suus Nycolaus [...] famuli, nostri concastellani) als Urkundenzeugen auf, 1353 die Landegger Burgmänner und Brüder Nikolaus und Johann Langhals (Nycolaus et Johannes dicti Lanchals, fratres). Knappe Klaus Langhals übergab 1367 dem Grafen Bernhard von Bentheim sein Eigengut Meynerdes huys to Ridderinch in der Mark von Fullen, Gericht und Kirchspiel Meppen, und empfing es als Lehen zurück, wofür ihm der Graf das Haus ton Berghe im Kirchspiel Düthe zu eigen gab. 1369 ließ Klaus Langhals, Sohn des verstorbenen Johann Langhals, sein Lehen, den Muggenhof zu Geeste, für den Herrn von Steinfurt auf. Nikolaus Langeholtz, Sohn des Johan Langeholtz, erhielt Landegge 1379 von Münsteraner Bischof Florenz von Wevelinghoven zum Lehen.
In der Münsteraner Ständevereinigung vom 3. April 1399 erscheinen Johann Lanschals und Godike (Gottfried ) Lanchals. Die Ritter Baldewin Langhalß und Clawes Langhalß werden unter den Vertragsschließenden des Münsteraner Ständevertrags vom 7. April 1446 aufgeführt.
1408 und noch einmal 1415 erscheinen Johann Langhals und seine Frau Mechtild mit ihren Kindern Johann, Rolef und Jutte Langhals, als sie bekanntgeben, dass sie im Tausch gegen das Alerdingh Erbe ihren Besitz Bolmerink zu Rühle, heute ein Ortsteil von Meppen, an Dedeke Schade übertragen haben. 1410 verkauften Bolwen Langhals, seine Frau Grete, ihr Sohn Claws sowie Alveke, Tochter des verstorbenen Godeken Langhals, einen halben Zehnten zu Borken bei Meppen. 1439 verkauften Clawes Langhals, seine Frau Grete und ihre Kinder Boldewin, Ludeloff und Grete ein Haus und Erbe in der Bauerschaft und Mark zu Lage und Andrup im Kirchspiel und Gericht Haselünne.
Gertrud Langhals war 1468 und noch 1483 Äbtissin des Klosters Bersenbrück. Walburgis Langhals, Tochter von Albert Langhals und Cunne N., heiratete Wermolt von Heede, wodurch Landegge 1490 an die von Heede kam.
Noch bis 1613/7 erscheint in Münster ein Joachim Langhals und 1637 in Münster eine Merke Lanckhals. Leopold von Ledebur und Otto Titan von Hefner geben an, dass die Familie Anfang des 17. Jahrhunderts erlosch.

## Wappen
Blasonierung des Redenden Wappens: In Blau ein silberner Kamelkopf mit Hals (Kamel = Langhals) und goldenem Zaum. Auf dem gekrönten Helm mit blau-silbernen Helmdecken ein offener blauer Flug.